# Estação Casandra Damirón
A Estação Casandra Damirón é uma das estações do Metrô de Santo Domingo, situada em Santo Domingo, entre a Estação Juan Bosch e a Estação Joaquín Balaguer. Administrada pela Oficina para el Reordenamiento del Transporte (OPRET), faz parte da Linha 1.
Foi inaugurada em 30 de janeiro de 2009. Localiza-se no cruzamento da Avenida Máximo Gómez com a Rua Baltazar Brum.